# Kool Koor
Kool Koor, pseudonyme de Charles Hargrove, né en 1963 à New York aux États-Unis, est un artiste de street art et peintre américain établi depuis 1989 à Bruxelles, capitale de la Belgique.
Il fut l'un des pionniers du street art en Belgique au début des années 1980.

## Origines et formation
Kool Koor, de son vrai nom Charles Hargrove (et également surnommé Chuck Hargrove), naît à New York en 1963, dans le South Bronx, le lieu de naissance du graffiti,. 
Fils de peintres, il étudie l'architecture et l'illustration.

## Carrière

### Carrière à New York
Compagnon d'armes de Jean-Michel Basquiat et de Keith Haring, Kool Koor réalise ses premiers graffiti à l'âge de 13 ans et est l'un des pionniers du tagging des rues et du métro de New York,,. 
Il a commencé à tagger l'intérieur des métros en 1976 et déclare lui-même : « J'ai fait partie des premiers grapheurs de New York. J'ai commencé le graffiti en 1976 ».
En 1978, Kool Koorest admis à la High School of Art and Design à New York, dont il sort diplômé en 1982. En 1980, il participe à l'exposition collective « Graffiti Art Success » à la Fashion Moda, dans le Bronx. En 1982, il réalise sa première œuvre sur toile et expose chez Fashion Moda, la première galerie qui s'intéresse aux artistes du Bronx. De là, il passe à la scène artistique d'East Village, et ensuite de Soho,.

### Carrière à Bruxelles
Le premier marchand d'art européen de Koor (Maurice Keitelman) étant belge, cela l'amène à Bruxelles. 
En 1984, son travail fait partie d'une exposition bruxelloise tenue à la galerie Maurice Keitelman à laquelle participent également les graffeurs américains Keith Haring, Jean-Michel Basquiat et Futura 2000. 
Après avoir fait la navette entre un atelier d'artiste à Bruxelles et un appartement à Milan, Kool Koor s'installe dans un loft près de la gare du Midi en 1989 : « À partir de ce moment-là, j'étais vraiment fixé en Belgique ». « À l'époque, il n'y avait presque rien sur les murs, c'était comme une ville fantôme. Il y avait quelques étiquettes ici et là, mais c'était très éloigné, ce qui était intéressant et étrange pour moi. ».
Il fut l'un des premiers artistes de rue bruxellois et une source d'inspiration pour ceux qui ont suivi.
Le premier graffiti illégal qui est devenu légal à Bruxelles a été réalisée par Koor, Rage et Arme. Lorsque la Ville a recouvert tous les graffitis du quartier, elle a laissé intact l'hommage à Miles Davis, ce qui en a fait le premier graffiti à être approuvé par la Ville.
À partir de 1991, Koor participe à des ateliers avec des jeunes du centre-ville. Il se souvient qu'à l'époque la police de Bruxelles infiltrait les ateliers.
Mais les choses évoluent. Le graffiti illégal reste condamné mais la Ville de Bruxelles utilise maintenant les fresques de Street Art pour sa promotion touristique. Bruxelles possède maintenant un « parcours Street Art » qui compte environ 150 œuvres, dont 40 ont été financées par la Ville et dans le cadre duquel des propriétaires proposent leurs murs.
Et, en 2018, la Ville commande pour la première fois une fresque à Kool Koor, dans le cadre de ce parcours Street Art : cette fresque, réalisée en juin 2018, se trouve au quai au Foin.
En 2020, à l'initiative de l'échevin de la culture de Jette, Kool Koor imagine dans cette commune un parcours de street art composé de six fresques monumentales inspirées des articles de la Déclaration universelle des droits de l'homme et réalisées par différents artistes plasticiens, et de soixante poubelles peintes,,.

## Réalisations

### Œuvres sur toile
Ses œuvres sur toile sont exposées dans de prestigieux musées, comme le Metropolitan Museum of Art de New York, le Groninger Museum aux Pays-Bas et le BAM en Belgique,,.
Kool Koor comptait parmi les artistes représentés au musée du Graffiti de L'Aérosol à Paris de 2017 à 2018 pour l'exposition Maquis-art Hall of Fame organisé par maquis-art.

### Street art

#### Kosmopolite Art Tour 2015 à Louvain-la-Neuve
Lors du Kosmopolite Art Tour 2015 à Louvain-la-Neuve, Kool Koor décore l'ascenseur qui mène au quai no 1 de la gare de Louvain-la-Neuve : « Je voudrais créer un labyrinthe qui représente les gens qui passent par ici. Dès que j'ai vu les photos de l'endroit ça m'a plus, notamment parce que les murs sont arrondis ».
Le graffeur signe deux fois : sur le boîtier à gauche de la porte au niveau 0, et à droite de la porte, dans ses arabesques de couleur au niveau -1. On notera que la signature du niveau 0 (représentée dans l'infobox) a disparu entre avril et août 2018.
Cet ascenseur fait face à l'ascenseur no 2, décoré par le graffeur français d'origine espagnole Popay, Juan Pablo de Ayguavives de son vrai nom.

L'ascenseur de la gare de Louvain-la-Neuve décoré par Kool Koor
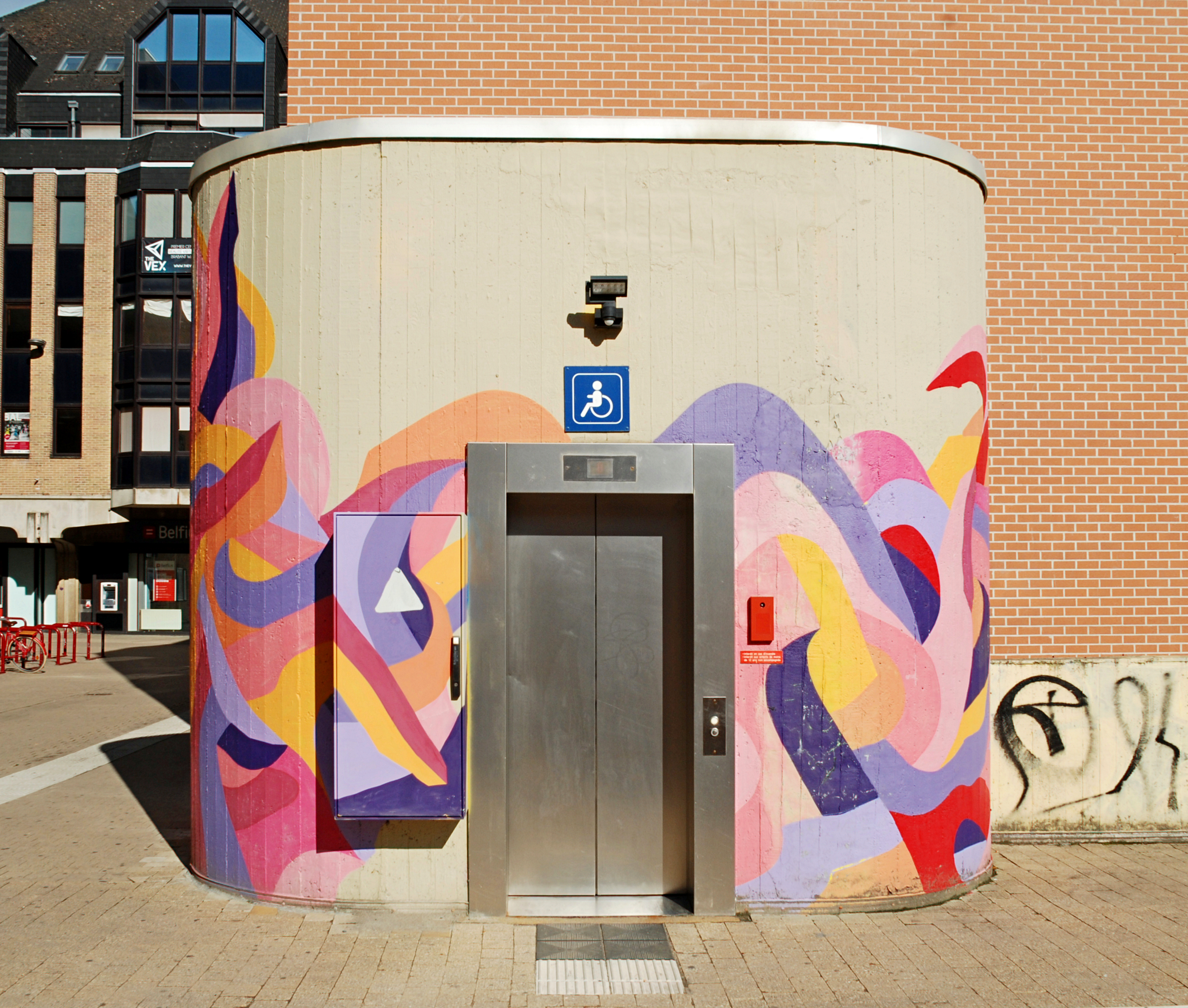
Niveau 0.
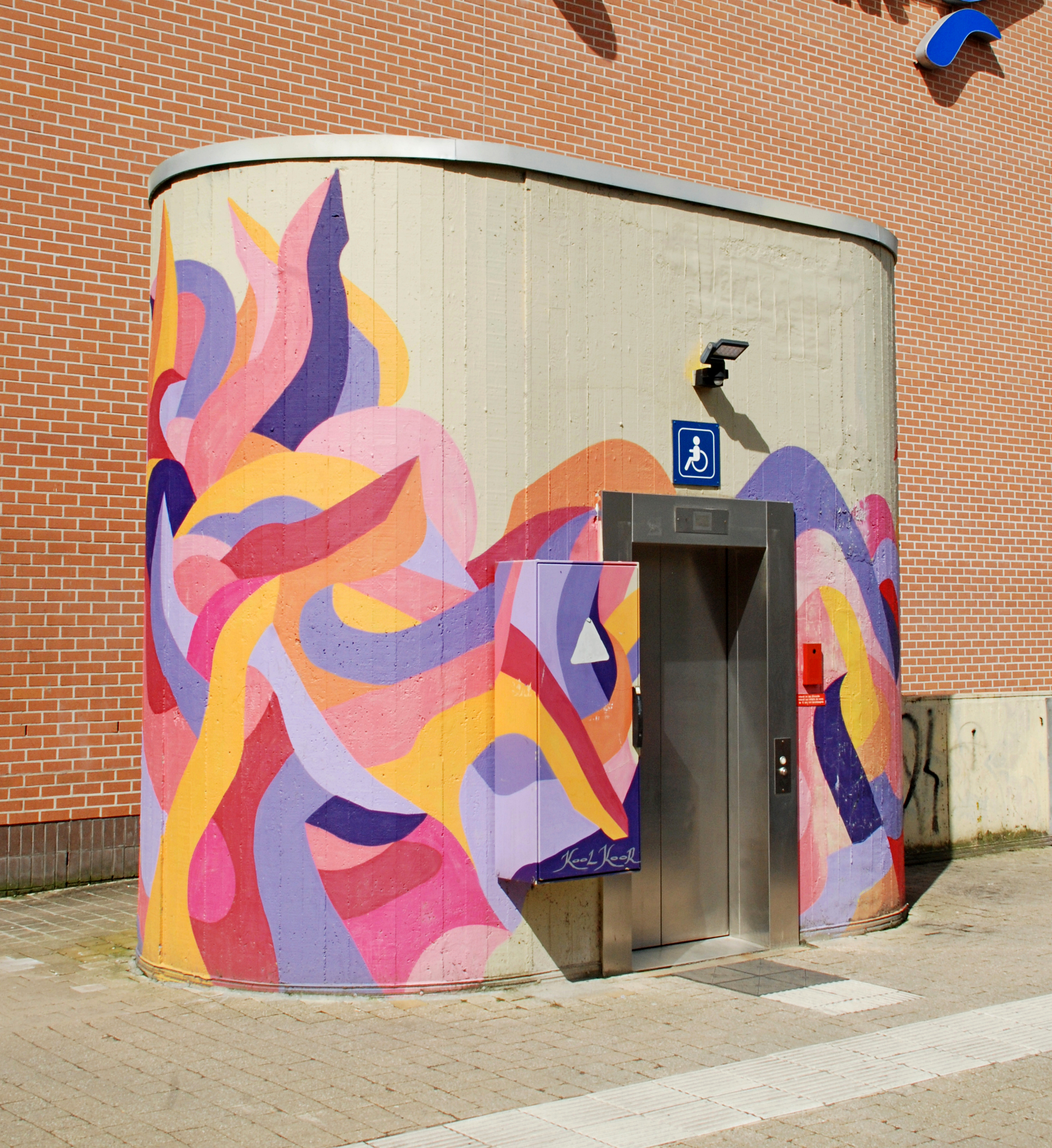
Niveau 0.
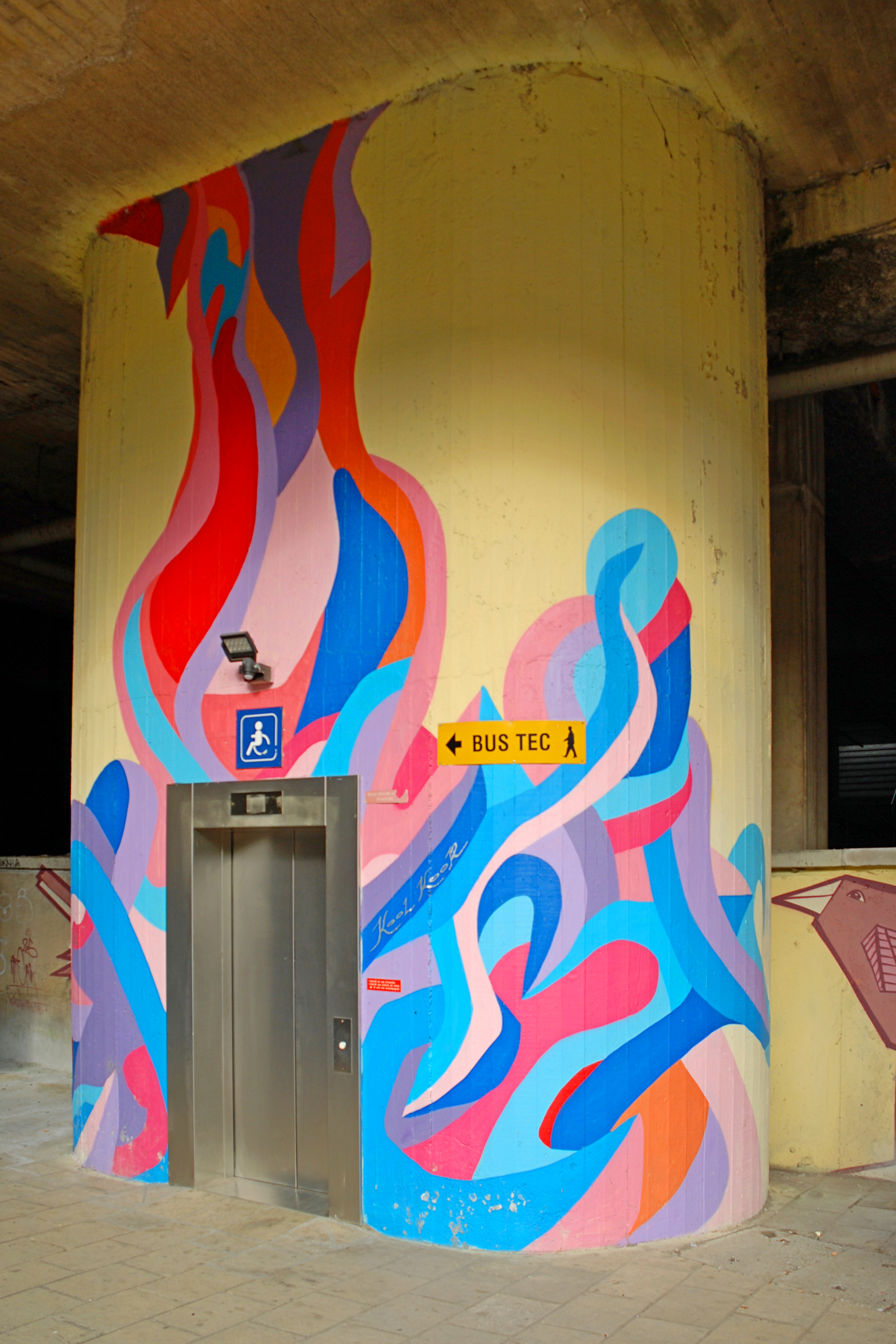
Niveau -1.
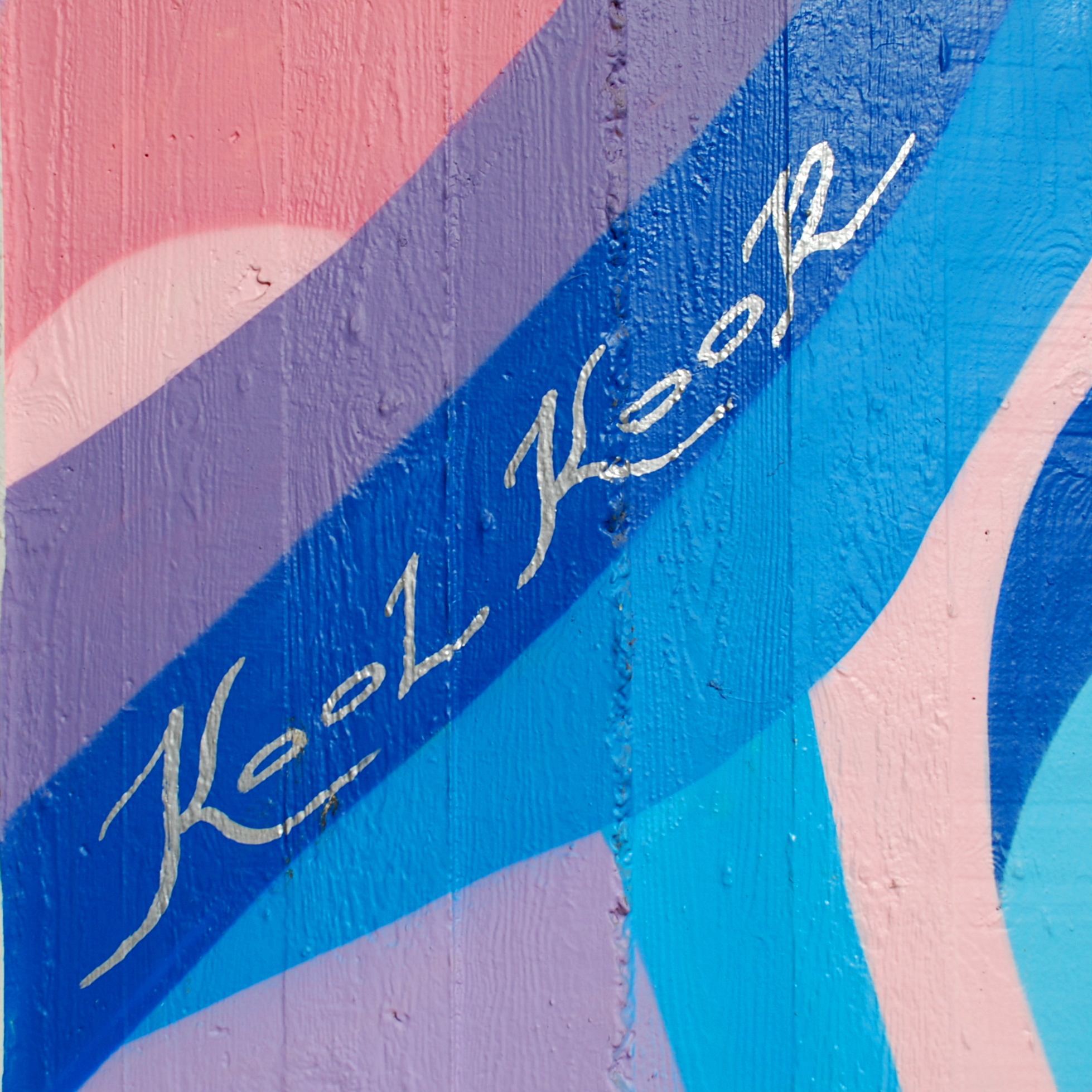
Signature au niveau -1.

#### Bruxelles
- juin 2018 : Quai au Foin
- 2020 : parcours de street art à Jette, composé de six fresques réalisées par différents artistes
- juillet-août 2020 : Ground Up, fresque monumentale de 4 000 m2 réalisée avec les artistes Alvari et Mino1 (Mino Ponti) sur trois faces de la tour technique de l'IT Tower, avenue Louise : cette fresque en noir, gris et blanc est faite de milliers de stickers en vinyle qui ont été apposés par des alpinistes[1],[11],[12],[13].